# 阿梅代奥·班奇
阿梅代奥·班奇（義大利語：Amedeo Banci，1925年8月18日—），意大利男子曲棍球运动员。他曾代表意大利国家队参加1952年夏季奥林匹克运动会曲棍球比赛，获得第十一名。